# Jana Menger
Jana Menger, slovenska plesalka, koreografinja, gledališka ustvarjalka, performerka, pedagoginja, * 1973, Novo mesto.

## Življenje
Jana Menger je s svojim ustvarjanjem začela v Novem mestu, kjer je obiskovala osnovno ter glasbeno in baletno šolo. Po tem, ko je tekmovala v športni gimnastiki, se je odločila za samoizobraževanje na področju sodobnega plesa in gledališča. Leta 2013 je diplomirala na Akademiji za ples v Ljubljani, svoje izobraževanje pa nadaljevala na podiplomskem študiju na AGRFT, kjer je leta 2015 zaključila magistrski študij s plesno-gledališko raziskavo Banana Split.

## Delo
Njen opus obsega več kot 70 tako plesnih kot tudi dramskih predstav. Od leta 2016 je redna predavateljica na Akademiji za ples v Ljubljani. Delala je z vrsto domačih in tujih znanih pedagogov. Med 1986 in 1993 je kot članica plesnega društva Terpsihora sodelovala v prvih sodobno-plesnih projektih v Novem mestu. Kmalu za tem je postala članica Plesnega Teatra Ljubljana, kjer je nadaljevala s svojimi začetki poučevanja in se podala na profesionalno pot gledališko-plesnega ustvarjanja.  V okviru Plesnega teatra Ljubljana leta 1993 nastopi v kulturni predstavi Rdeči čeveljčki koreografinje Sinje Ožbolt. Leto kasneje prične sodelovanje z režiserjema Matjažem Bergerjem (Anton Podbevšek teater) in Brankom Potočanom (skupina fizičnega gledališča Fourklor). V slednji deluje kot stalna članica. V svoji karieri je sodelovala z odmevnimi imeni, kot so Fatou Traore, Matjaž Farič, Ksenja Hribar, Matjaž Zupančič, Rosana Hribar, Gregor Luštek, Meta Hočevar, Matjaž Berger, Diego De Brea, Sebastjan Horvat, Mare Bulc, Eduard Miler, Boris Kobal, Lindy Davies ipd.
Avtorske predstave                                                                                                                       
| 2016 | Plovemo, dramska predstava, rež.: Jana Menger, prod APT – APT Novo mesto Posvetitev pomladi (Pomladno obredje), kor.: Jana Menger, Rosana Hribar, Maša Kagao Knez, prod: Zavod Flota – Plesni Teater Ljubljana   |
| 2015 | Plesišče, plesni solo, kor.: Jana Menger, Maša Kagao Knez, prod.: Zavod Flota – Plesni Teater Ljubljana Banana split, plesno-gledališka študija (soavtorstvo: Rok Vevar), zavod Flota in AGRFT – AGRFT Ljubljana |
| 2011 | V postopku, dramska predstava, rež.: Jana Menger – ATP Novo mesto |
| 2010 | Gledališče, plesna predstava, kor. Jana Menger, zavod Vitkar – Španski borci, Ljubljana Miza za štiri, fizično gledališče, Bitnamuun – Španski borci, Ljubljana                                                  |
| 2006 | Igrišče, gibalno-gledališka predstava, Bitnamuun – Plesni Teater Ljubljana Klet, gibalno-gledališka predstava, Bitnamuun                                                                                         |
| 2005 | Poroka, plesna predstava (soavtorstvo: Dušan Teropšič) – Mediapark Cvetličarna |
| 2004 | Igra (soavtorstvo: Rambo Amadeus), Fičo balet Zmerno hitro (soavtorstvo: Gregor Luštek in Rosana Hribar), zavod Flota                                                                                            |
| 2003 | Istokopakaj (soavtorstvo: Rosana Hribar), zavod Vitkar |
| 2001 | Throwing stones, plesna predstava (soavtorstvo: Beth Cassani) – Ljubljana; Leeds, Velika Britanija |
| 1998 | Peš na Pluton, plesna predstava – Plesni Teater Ljubljana |

### Diplomska predstava Banana Split
Banana Split je gledališko-plesna raziskava, ki se sprašuje po skrajnih možnostih ter prehodih med različnimi oblikami plesa in gledališča. Zanimajo jo problemi ponavljanja in množenja, družba nadzora in njeni postopki. Navdih črpa iz pop arta ter literature antiutopije. Poleg Jane Menger je avtor predstave tudi Rok Vevar. Zasedbo sestavljajo Rok Vevar, Jana Menger ter Tomaž Gubenšek. Premierno je bila uprizorjena 14. in 15. 2. 2015 ob 20. uri v Veliki gledališki predavalnici AGRFT.

#### Odlomek iz kritike
“Gledališko-plesna predstava Banana split po eni strani uprizarja to ustvarjalno stanje na način, da nakaže njegovo ozadje, ga naredi vidno, po drugi pa preprosto je to stanje. Iz naslova predstave, ki se izkaže za bolj pomenljiv, kot je videti na prvi pogled, beremo njeno osrednjo tematiko, to je (raz)cepitev, delitev, množenje vlog, značajev in označevalcev. Podvojeni Rok Vevar, publicist na področju teorije in zgodovine sodobnih scenskih umetnosti, v predstavi igra sebe, a tudi nekega drugega sebe, Jana Menger, plesalka, koreografinja in režiserka, pa je pri tem Rokov dvojnik in dvojnica, a tudi ona sama.”
Tvoj original – Banana split Jane Menger in Roka Vevarja, MMC TV SLO, 19. 2. 2015, Nenad Jelesijević

### Prva avtorska gledališka predstava V postopku, 2011
Zgodba gledališke predstave govori o tem, kako je posameznik v različnih življenjskih situacijah in funkcijah nenehno v nekakšnem postopku.  Ta postopek ga ohranja negotovega, a mu daje občutek, da prihaja h koncu. Predstava uporablja vrsto umetniških postopkov, s katerimi spregovori o vlogi sodobnega posameznika v postopkih. Nastopajo Nina Ivanišin, Primož Pirnat, Milan Štefe, Gregor Luštek, KUD PONOR / PK Novo mesto. Premierno je bila predstava uprizorjena 6. 6. 2011 v Novem mestu v Dvorani novomeške pomladi.

#### Kritike
“V postopku. V kakšnem ‘v’ smo gotovo. ‘Ko se je zjutraj prebudil, je videl, da …’ In ni vrnitve. Preverjanja, vprašanja, pritožbe, obsodbe, prizivi, mnenja, naročila, problemi, drugačne rešitve, popravki, klici, plačila, izpolnitve, pošiljke, preverjanja, interpretacije, uporabe, preokreti, samplanje, kolažiranje, apropriacije, suha igla, vzporedne realnosti, sitotisk, ready-made in kar je še tretjih reči. Navadno rečejo preprosto, da bomo ob času obveščeni. Kdaj bo ta čas, ali imajo za znamke in kaj si lahko o vsem skupaj mislimo, pa ne vemo. Dobro, videli smo žensko, ki se je smehljala in trdila, da je fizik, dva identična odpravnika poslov, za katera ne moremo natančno reči, da nista bila ena in ista oseba, psa, ki se je šalil, da je navadna ovca, in še zakonski par, ki je trdil, da je tehnološki višek. In nekdo je rekel: ‘Glejte, preden se lotimo kvalifikacij posameznega kandidata, ga damo na manjši preizkus …’ Prepevali so ‘Brez ljubezni mi živeti ni’, dvatisočpetstotriinsedemdesetglasno, in bili so iz javne uprave, jebemumater.”
MLADINA, 2. 6. 2011
“Uprizoritev, ki jo gledamo na prenovljenem odru novomeškega gledališča, je nedvomno sveža in presenetljiva, izvedena s performativno inteligenco avtorice in govorno, interpretativno in fizično suverenostjo ter briljanco štirih nastopajočih Primož Pirnat, Nina Ivanišin, Milan Štefe in Gregor Luštek), ki jim sekundira zbor performerjev (Kud Ponor) v različnih funkcijah, v opazni (meta)vlogi režiserja oziroma agresivnega bralca didaskalij pa nastopi (sicer dramaturg) Rok Vevar”
Ocena uprizoritve V postopku: ujetniki igre, Blaž Lukan, DELO, 9. 6. 2011
“Mengerjeva je izhajala predvsem iz lastne plesno-koreografske izkušnje. Zgodbe o sistemsko tlačenem posamezniku se je lotila nevsakdanje in jo izoblikovala v koreografirano dramsko situacijo z besedilom, pri kateri sta govorni del in gledališki gib enakovredna. Predstava v tem spominja na obliko, ki je nemški ekspresionizem imenoval koreodrama. Vevar dodaja, da dobro uro trajajočo predstavo odlikujeta tudi dinamičnost in ritmična strukturiranost.”
Sodobni posameznik v postopkih negotovosti, Avtorski projekt Jane Menger – MMC RTV SLO, 6. 6. 2011